# Diócesis de Same
La diócesis de Same (en latín: Dioecesis Samen(sis), en inglés: Roman Catholic Diocese of Same y en suajili: Jimbo Katoliki la Same) es una circunscripción eclesiástica latina de la Iglesia católica en Tanzania, sufragánea de la arquidiócesis de Arusha. La diócesis tiene al obispo Rogatus Kimaryo, C.S.Sp. como su ordinario desde el 30 de abril de 2010. 

## Territorio y organización
La diócesis tiene 10 800 km² y extiende su jurisdicción sobre los fieles católicos de rito latino residentes en parte de la región de Kilimanjaro en los distritos de Mwanga y Same.
La sede de la diócesis se encuentra en la ciudad de Same, en donde se halla la Catedral de Cristo Rey.
En 2020 en la diócesis existían 30 parroquias.

## Historia
La prefectura apostólica de Same fue erigida el 10 de diciembre de 1963 con la bula Adpetens Natalis Christi del papa Pablo VI, obteniendo el territorio de la diócesis de Moshi.
El 3 de febrero de 1977 la prefectura apostólica fue elevada a diócesis con la bula Praefecturam illam del papa Pablo VI. Originalmente era sufragánea de la arquidiócesis de Dar es-Salam.
El 16 de marzo de 1999 pasó a formar parte de la provincia eclesiástica de la arquidiócesis de Arusha.

## Estadísticas
De acuerdo al Anuario Pontificio 2021 la diócesis tenía a fines de 2020 un total de 89 800 fieles bautizados.
| Año                                                                             | Población            | Población | Población      | Sacerdotes | Sacerdotes    | Sacerdotes    | Bautizados por sacerdote | Diáconos permanentes | Religiosos | Religiosos | Parroquias |
| Año                                                                             | Bautizados católicos | Total     | % de católicos | Total      | Clero secular | Clero regular | Bautizados por sacerdote | Diáconos permanentes | Varones    | Mujeres    | Parroquias |
| ------------------------------------------------------------------------------- | -------------------- | --------- | -------------- | ---------- | ------------- | ------------- | ------------------------ | -------------------- | ---------- | ---------- | ---------- |
| 1970                                                                            | 15 949               | 150 000   | 10.6           | 19         | 4             | 15            | 839                      |                      | 15         | 26         |            |
| 1980                                                                            | 24 748               | 214 000   | 11.6           | 13         | 6             | 7             | 1903                     |                      | 8          | 25         | 11         |
| 1990                                                                            | 38 602               | 456 500   | 8.5            | 21         | 12            | 9             | 1838                     |                      | 16         | 23         | 32         |
| 1999                                                                            | 55 309               | 506 632   | 10.9           | 39         | 30            | 9             | 1418                     |                      | 17         | 32         | 57         |
| 2000                                                                            | 60 618               | 529 264   | 11.5           | 35         | 28            | 7             | 1731                     |                      | 15         | 36         | 60         |
| 2001                                                                            | 67 202               | 559 384   | 12.0           | 35         | 27            | 8             | 1920                     |                      | 17         | 33         | 60         |
| 2002                                                                            | 68 295               | 560 750   | 12.2           | 32         | 24            | 8             | 2134                     |                      | 16         | 35         | 60         |
| 2003                                                                            | 69 710               | 561 965   | 12.4           | 35         | 30            | 5             | 1991                     |                      | 13         | 37         | 60         |
| 2004                                                                            | 70 490               | 562 950   | 12.5           | 40         | 35            | 5             | 1762                     |                      | 13         | 40         | 62         |
| 2010                                                                            | 74 046               | 623 826   | 11.9           | 47         | 39            | 8             | 1575                     |                      | 14         | 62         | 56         |
| 2014                                                                            | 75 200               | 689 000   | 10.9           | 56         | 52            | 4             | 1342                     |                      | 12         | 235        | 28         |
| 2017                                                                            | 81 900               | 750 120   | 10.9           | 67         | 58            | 9             | 1222                     |                      | 23         | 168        | 30         |
| 2020                                                                            | 89 800               | 821 890   | 10.9           | 69         | 64            | 5             | 1301                     |                      | 16         | 139        | 30         |
| Fuente: Catholic-Hierarchy, que a su vez toma los datos del Anuario Pontificio. |                      |           |                |            |               |               |                          |                      |            |            |            |

## Episcopologio
- Henry J. Winkelmolen, C.S.Sp. † (3 de enero de 1964-1977 renunció)
- Josaphat Louis Lebulu (12 de febrero de 1979-28 de noviembre de 1998 nombrado obispo de Arusha)
- Jacob Venance Koda (16 de marzo de 1999-15 de abril de 2010 renunció)
- Rogatus Kimaryo, C.S.Sp., desde el 30 de abril de 2010